# Edward Tudor-Pole

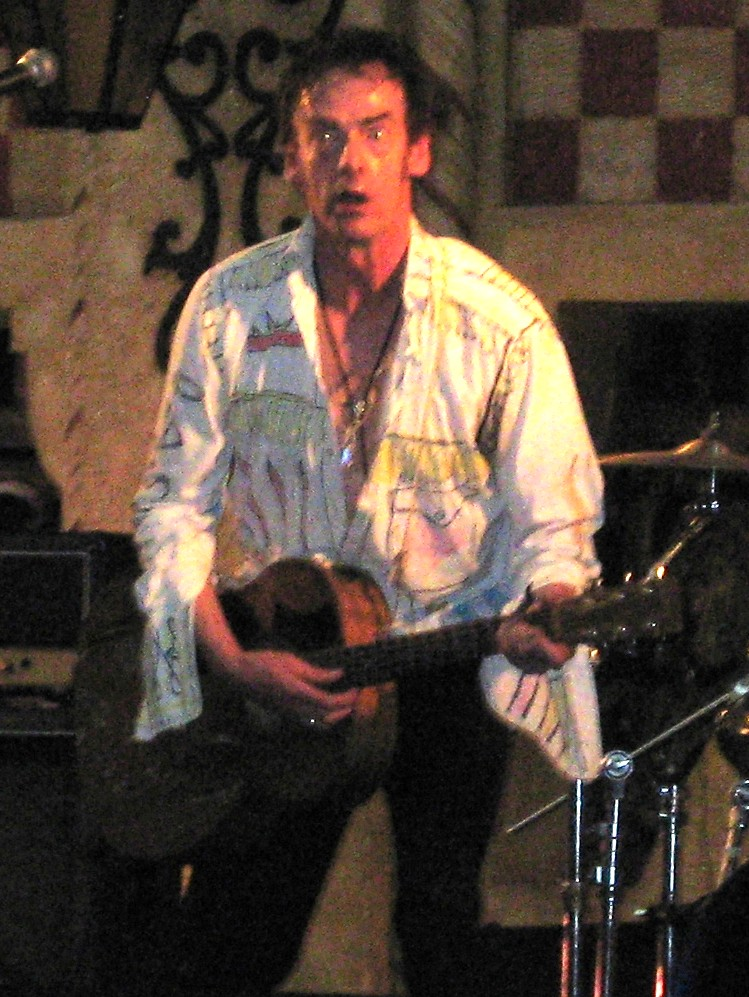
Edward Tudor-Pole bei einem Konzert (2008)

Edward Tudor-Pole (* 6. Dezember 1955 in London, England) ist ein britischer Musiker, Fernsehmoderator und Schauspieler.
Ende der 1970er-Jahre wurde Tudor-Pole als Frontman der Punkband Tenpole Tudor erstmals bekannt. Seit Auflösung der Band im Jahr 1982 hat er sich gleichzeitig auf eine Karriere als Schauspieler und Moderator konzentriert, wenngleich er mit einer neuen Formation der Tenpole Tudors gelegentlich auf Tour geht.
Im Laufe seiner Schauspielkarriere verwendete er viele unterschiedliche, aber ähnliche Namen: Eddie Tudor Pole, Edward Tudor Pole, Eddie Tenpole, Tenpole Tudor, Eddie Tudor-Pole und Ed Tudor-Pole. In Kinoproduktionen wie Absolute Beginners, Sid und Nancy (beide 1986), Weißer Jäger, schwarzes Herz (1990) und Kull, der Eroberer (1997) war Tudor-Pole in Nebenrollen zu sehen. In Harry Potter und die Kammer des Schreckens trat er in einer aus der Kinofassung geschnittenen Szene, die aber später veröffentlicht wurde, als zwielichtiger Buchhändler Mr. Borgin in Erscheinung.
1993 übernahm er von Richard O’Brien die Gameshow The Crystal Maze im britischen Fernsehen, die er bis zum Jahr 1995 moderierte.

## Filmografie (Auswahl)
- 1979: Punk Can Take It (Kurzfilm)
- 1980: The Great Rock ’n’ Roll Swindle
- 1986: Absolute Beginners – Junge Helden (Absolute Beginners)
- 1986: Sid und Nancy (Sid and Nancy)
- 1987: Straight to Hell – Fahr zur Hölle (Straight to Hell)
- 1987: Der geheime Garten (The Secret Garden; Fernsehfilm)
- 1988: Verschwörung der Frauen (Drowning by Numbers)
- 1990: Weißer Jäger, schwarzes Herz (White Hunter Black Heart)
- 1991: Roy’s Riders (Fernsehserie, sechs Folgen)
- 1994: Prinzessin Caraboo (Princess Caraboo)
- 1996: Der kleine Unterschied (Different for Girls)
- 1996: Geschichten aus der Gruft (Tales from the Crypt; Fernsehserie, Folge Horror in the Night)
- 1997: Tunnel of Love (Kurzfilm)
- 1997: Kull, der Eroberer (Kull the Conqueror)
- 1998: Les Misérables
- 2000: Quills – Macht der Besessenheit (Quills)
- 2002: Harry Potter und die Kammer des Schreckens (Harry Potter and the Chamber of Secrets, geschnittene Szene)
- 2003: Henry VIII (Fernsehfilm)
- 2004: The Life and Death of Peter Sellers
- 2005: GamerZ
- 2007: Oliver Twist (Fernseh-Miniserie, drei Folgen)
- 2008: Agatha Christie’s Marple (Fernsehserie, Folge A Pocket Full of Rye)
- 2008: Richard Hasenfuß – Held in Chucks (Faintheart)
- 2012: Game of Thrones (Fernsehserie, Folge The Ghost of Harrenhal)